# 니시테라오촌
니시테라오촌(일본어: 西寺尾村)은 일본 나가노현 사라시나군에 있던 촌이다. 현재의 나가노시에 해당한다.

## 역사
- 1889년 4월 1일 - 정촌제 시행에 의해 주변 촌들의 구역을 확장해 데라오촌이 성립하였다.
- 1955년 4월 3일 - 구 마쓰시로정, 도요사카촌, 데라오촌과 합병해 새로운 마쓰시로정이 성립하여, 동일 니시테라오촌은 폐지되었다.

## 참고문헌
- 角川日本地名大辞典 20 長野県